# Munsieville
Munsieville è stata una Township situata  nella città di Krugersdorp nella provincia di Gauteng, in SudAfrica. È nato dagli insediamenti informali abitato dei minatori nella periferia della città mineraria originale. la borgata è stata fondata con l'ordinanza 58 su 1903 di Krugersdorp e venne chiamata "la posizione nativa". dal 1930 al 1940 un ispettore sanitario bianco, ha spostato la posizione da una zona a basso drenaggio alla posizione attuale, migliorando le condizioni.